# Bissendorfer Moor
Bissendorfer Moor este o arie protejată (sit de importanță comunitară — SCI) din Germania întinsă pe o suprafață de 583 ha, integral pe uscat.

## Localizare
Centrul sitului Bissendorfer Moor este situat la coordonatele 52°30′26″N 9°41′14″E / 52.5072°N 9.6872°E.

## Înființare
Situl Bissendorfer Moor a fost declarat sit de importanță comunitară în octombrie 1998 pentru a proteja 1 specie de animale.

## Biodiversitate
Situată în ecoregiunea atlantică, aria protejată conține 6 habitate naturale: Lacuri și iazuri distrofice naturale, Turbării active, Mlaștini oligotrofe degradate, capabile încă de regenerare naturală, Mlaștini turboase de tranziție și turbării mișcătoare, Depresiuni pe substraturi de turbă de Rhynchosporion, Mlaștini împădurite.
La baza desemnării sitului se află o specie protejată de  nevertebrate: libelule (Leucorrhinia pectoralis).
Pe lângă speciile protejate, pe teritoriul sitului au mai fost identificate 1 specie de reptile.